# GRB 090423
GRB 090423은 2009년 4월 23일에 관측된 감마선 폭발 천체이다. 적색 편이 z 수치가 8.2로 관측되어 감마선이 빅뱅 이후 6억 3,000만 년 경과 시점 또는 현재로부터 130억 년 전에 출발한 것에 해당하는 최원거리 천체 중의 하나이다. 한편 2016년에 발견된 GN-z11의 적색 편이 값은 11이다. 현재 약 292,721 km/s의 아광속의 속도로 후퇴하고 있다. 감마선의 폭발은 약 10초 간 지속되었다.

## 같이 보기
- 최원거리 천체 목록